# Grevasalvas
Grevasalvas è una frazione del comune svizzero di Sils im Engadin, nella regione Maloja (Canton Grigioni).

## Geografia fisica
Si trova sopra il lago di Sils e ai piedi del Piz Grevasalvas.

## Storia
Il nome dell'insediamento è composto dalle parole romance greva ("ghiaia fine") e alv ("bianco"). Grevasalvas fu abitato stabilmente come frazione di Sils im Engadin sin dal Medioevo} gli allevatori della Val Bregaglia vi allevarono il loro bestiame dal XVII secolo fino alla fine del XX. Dopo il 1850 i masi furono gestiti privatamente, come singoli caseifici con funzione di alpeggio estivo. Durante l'estate (da maggio a settembre) da otto a dieci famiglie di contadini della Val Bregaglia vivevano nelle case in pietra dell'insediamento, costruite l'una accanto all'altra con stalle annesse. Le loro abitazioni erano solitamente composte da un'anticamera con dispensa al seminterrato; un piano terra con anticamera per animali di piccola taglia, stüva (stube) rivestita di pannelli di legno, cucina con camino aperto, ripostiglio, servizi igienici e un piano superiore con camera da letto. 
Gli alpeggi erano per lo più coltivati da donne, che erano allo stesso tempo allevatrici, commercianti, madri e mogli. Da Soglio in Bregaglia, a 25 chilometri di distanza, le donne e gli animali impiegavano otto ore per raggiungere Grevasalvas a piedi. I 597 ettari venivano coltivati come prati da fieno, pascoli per gli animali e come alpeggio per bovini. Gli uomini portavano il fieno nei villaggi della Val Bregaglia e aiutavano regolarmente l'alpeggio di famiglia, ai quali si aggiungevano pure mandriani italiani. Il letame veniva utilizzato nei prati intorno all'insediamento per migliorare la raccolta del fieno. Il latte veniva trasformato in formaggio e conservato insieme ad altri latticini nella fresca cantina e portato a valle con la transumanza.
Intorno al 1919 fu costituita la cooperativa Alp Maroz con malga e stalle per il pascolo estivo di bovini giovani. Questo portò sollievo all'alpeggio, perché i vitelli furono date a Maroz per l'alpeggio e a Grevasalvas rimasero solo le mucche da latte. Alla fine del XX secolo molti abbandonarono il lavoro nelle fattorie e da allora utilizzarono gli edifici come semplici case di villeggiatura.

## Cultura
Grevasalvas è stato la location di due serie televisive tratte dal romanzo Heidi di Johanna Spyri.
La prima fu la miniserie televisiva del 1974 prodotta dalla BBC con Emma Blake nel ruolo della protagonista, Hans Meyer in quello del nonno, Nicholas Lyndhurst in quello di Peter, Chloe Franks in quello di Clara e June Jago in quello della signorina Rottenmeier: a differenza di altre produzioni, questa fu la più fedele al libro, anche nei dialoghi; tuttavia l'ambientazione fu spostata all'inizio del XIX secolo anziché nella seconda metà del secolo.
La seconda fu la serie televisiva del 1978, coprodotta da Germania, Austria e Svizzera, composta da 26 episodi di circa 25 minuti ciascuno con Katia Polletin nel ruolo di Heidi, Katharina Böhm nel ruolo di Clara, Sonja Sutter come signorina Rottenmeier, Henry van Lyck nel ruolo del maggiordomo Sebastiano e Brigitte Horney in quello della nonna di Clara.